# Postcardware
Postcardware är programvara som får användas fritt. Men upphovsmannen önskar att användaren skickar ett vykort eller e-postmeddelande till honom eller henne, där denne ger sina synpunkter på programmet och eventuella förslag till förbättringar.